# Gerald Oakley
Gerald Davies Oakley plus communément appelé Gerry Oakley (Gerard pour l'ATP) est un joueur britannique de tennis né le 25 juillet 1933 à Purley dans le Surrey en Angleterre.

## Carrière

### Finale en double mixte
| No | Date       | Nom et lieu du tournoi         | Catégorie | Dotation | Surface      | Partenaire    | Finalistes                   | Score    |          |
| -- | ---------- | ------------------------------ | --------- | -------- | ------------ | ------------- | ---------------------------- | -------- | -------- |
| 2  | 18/05/1949 | Internationaux de France Paris | G. Chelem | NC       | Terre (ext.) | Jean Quertier | Eric Sturgess Sheila Piercey | 1-6, 1-6 | Parcours |

### Parcours enGrand Chelem
Il joue à Roland-Garros en 1949, 1952 et 1954.
Il joue à Wimbledon de 1947 à 1960 sans jamais dépasser les 1/16 de finales. Il échoue au 2e matchs de qualification du premier tournoi de double Open en 1968.
Il joue à l'US Open en 1949 et 1952.

### Coupe Davis
Il joue 2 rencontres en 1953 et 1954. 2 victoires en simple sans enjeu.

### Titres en simple (18)
Il a gagné 18 tournois de différents niveaux dans sa carrière, dont :
- 1953 Torquay (Palace Hotel), bat Geoffrey Paish (2-6 7-5 10-8)
- 1954 New Malden, bat Iftikhar Ahmed Khan (8-6 10-8)[2].

### Finale en simple (1)
- 1956 Torquay (Palace Hotel), battu par Jaroslav Drobný (4-6, 2-6)